# Meister Awram

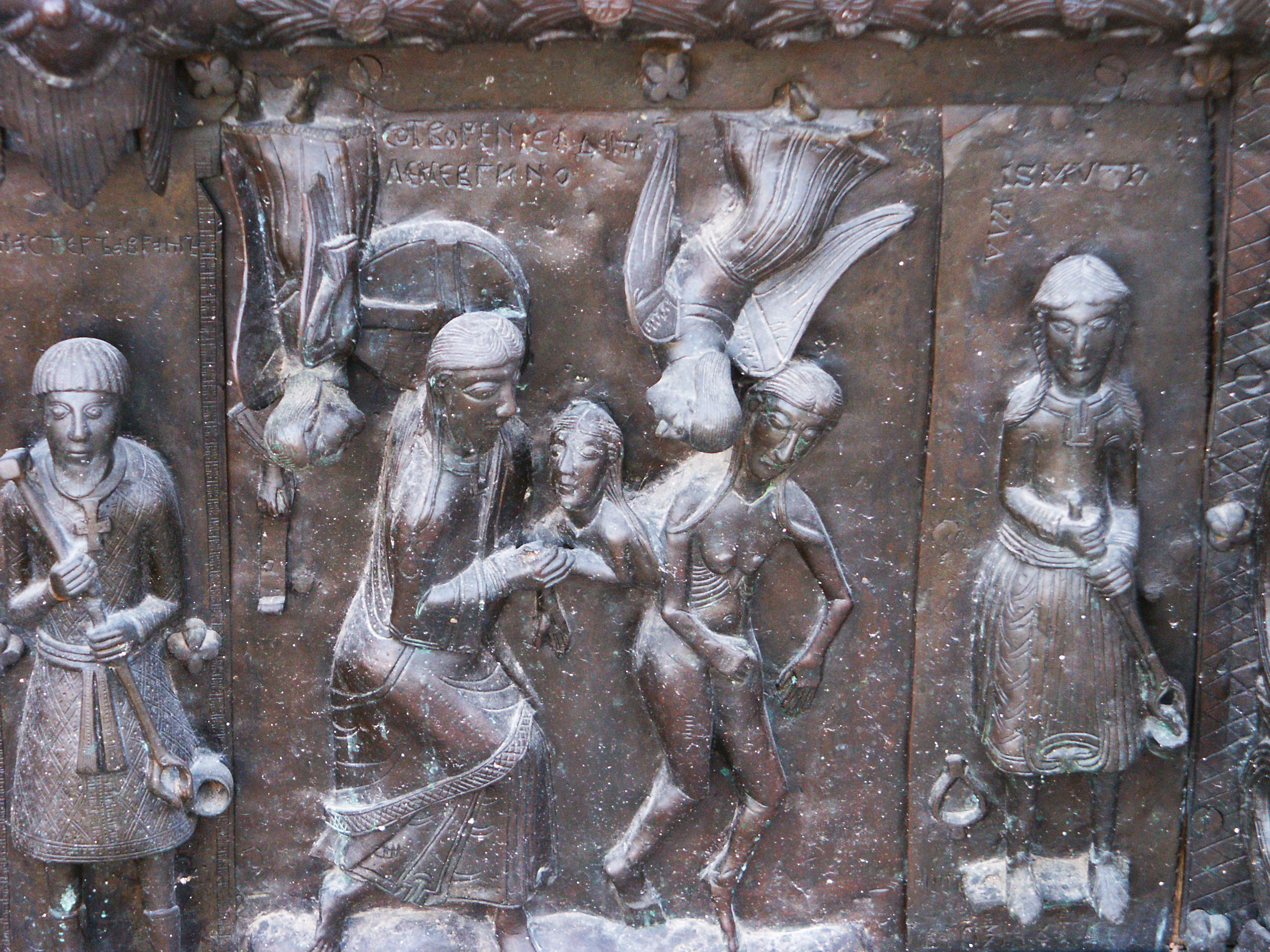
Meister Awram (ganz links), Bronzetür aus Płock

Meister Awram (russisch мастер Аврам) war ein russischer Bildhauer und Gießer aus Nowgorod.
Meister Awram schuf wie auch die Magdeburger Meister Riquinus und Waismuth (1152–1154) Bronze-Reliefplatten für die Tür der Kathedrale von Płock, die der Bischof Alexander von Płock in Magdeburg in Auftrag gegeben hatte und die als Bronzetür aus Płock bekannt ist. Awram ist mit seinem Namen auf dem linken Flügel der Tür in der untersten Reihe dargestellt wie auch Riquinus und Waismuth. Awram mit Hammer, Kneifzange und Tiegel trägt ein Kreuz mit dem Christusmonogramm auf der Brust, das ihn von den Deutschen unterscheidet. Alexander Anissimow, Wiktor Lasarew und andere Kunstwissenschaftler schlossen aufgrund von Legierungs- und Stilanalysen, dass einige Platten und insbesondere die mit Awrams Bild erst deutlich später von Awram gefertigt wurden.
Die Bronzetür aus Płock kam aus ungeklärten Gründen etwa 250 Jahre nach ihrem Einbau in Płock nach Nowgorod, wo sie im Westportal der Sophienkathedrale im Nowgoroder Kreml eingebaut wurde.